# Насосная улица (Москва)
Насо́сная улица — улица в Москве, в ЗАО, районе Внуково.

## Происхождение названия
Насосная улица названа в 1956 году в посёлке Внуково до его присоединения к территории Москвы. Происхождение названия не установлено. Насосная улица пролегает от Спортивной до Штурманской улицы.

## Примечательные здания и сооружения
На Насосной улице примечательные здания и сооружения отсутствуют, кроме жилых домов. Нумерация идёт только по нечётной стороне, по чётной стороне расположен пустырь.

## Транспортное обслуживание
Ближайшие станции метро —  Аэропорт Внуково и  Пыхтино. Насосная улица обслуживается общественным городским транспортом — по ней проходит единственный микроавтобусный маршрут № 889ф. Насосная улица настолько узкая, что там может проезжать лишь автобусы ОМВ, а автобусы классов БВ и ОБВ — не могут.